# Bahnstrecke Břeclav–Kúty
| Kursbuchstrecke (SŽ): | 250                  |                                            |                                            |
| Kursbuchstrecke (ZSSK): | 110                  |                                            |                                            |
| Streckenlänge: | 18,398 km            |                                            |                                            |
| Spurweite: | 1435 mm (Normalspur) |                                            |                                            |
| Streckenklasse: | D3 (2006)            |                                            |                                            |
| Stromsystem: | 25 kV 50 Hz ~        |                                            |                                            |
| Streckengeschwindigkeit: | 160 km/h             |                                            |                                            |
| |                      |                                            |                                            |
| \| \| \| von Wien \| \| \| \| \| von Hrušovany nad Jevišovkou \| \| \| \| \| Neubautrasse von 1929 \| \| \| \| \| Dyje (Thaya) \| \| \| \| 0,000 \| Břeclav früher Lundenburg \| 160 m \| \| \| \| nach Brno hl.n. und nach Bohumín (–Kraków) \| \| \| \| \| \| \| \| \| (5,28) \| Ende Neubautrasse \| Ende Neubautrasse \| \| \| \| Svodnice \| \| \| \| 7,806 \| Lanžhot früher Landshut \| 160 m \| \| \| \| Kyjovka \| \| \| \| 11,475 74,386 \| Morava (Staatsgrenze Tschechien–Slowakei) \| Morava (Staatsgrenze Tschechien–Slowakei) \| \| \| 71,717 \| Brodské früher Broczko \| Brodské früher Broczko \| \| \| \| von Skalica \| \| \| \| 67,463 \| Kúty früher Jókút \| Kúty früher Jókút \| \| \| \| nach Devínska Nová Ves (–Bratislava) \| \| \| \| \| nach Trnava (km 0) \| \| |                      |                                            |                                            |
| Strecke |                      | von Wien                                   | von Wien                                   |
| Abzweig geradeaus und von links |                      | von Hrušovany nad Jevišovkou               | von Hrušovany nad Jevišovkou               |
| Strecke von links · Abzweig geradeaus und von rechts |                      | Neubautrasse von 1929                      | Neubautrasse von 1929                      |
| Brücke über Wasserlauf · Brücke über Wasserlauf |                      | Dyje (Thaya)                               | Dyje (Thaya)                               |
| Strecke · Bahnhof | 0,000                | Břeclav früher Lundenburg                  | 160 m                                      |
| Strecke · Abzweig ehemals geradeaus und nach links |                      | nach Brno hl.n. und nach Bohumín (–Kraków) | nach Brno hl.n. und nach Bohumín (–Kraków) |
| Strecke nach links · Abzweig ehemals geradeaus und von rechts |                      |                                            |                                            |
| Kilometer-Wechsel | (5,28)               | Ende Neubautrasse                          | Ende Neubautrasse                          |
| Brücke über Wasserlauf |                      | Svodnice                                   | Svodnice                                   |
| Bahnhof | 7,806                | Lanžhot früher Landshut                    | 160 m                                      |
| Brücke über Wasserlauf |                      | Kyjovka                                    | Kyjovka                                    |
| Grenze auf Brücke über Wasserlauf | 11,475 74,386        | Morava (Staatsgrenze Tschechien–Slowakei)  | Morava (Staatsgrenze Tschechien–Slowakei)  |
| Haltepunkt / Haltestelle | 71,717               | Brodské früher Broczko                     | Brodské früher Broczko                     |
| Abzweig geradeaus und von links |                      | von Skalica                                | von Skalica                                |
| Bahnhof | 67,463               | Kúty früher Jókút                          | Kúty früher Jókút                          |
| Abzweig geradeaus und nach rechts |                      | nach Devínska Nová Ves (–Bratislava)       | nach Devínska Nová Ves (–Bratislava)       |
| Strecke |                      | nach Trnava (km 0)                         | nach Trnava (km 0)                         |

Die Bahnstrecke Břeclav–Kúty ist eine zweigleisige, elektrifizierte Hauptbahn in Tschechien und der Slowakei. Sie ist Teil der überregionalen Fernverbindung zwischen Prag und Bratislava. Sie gehört zum Paneuropäischen Verkehrskorridor IV.

## Geschichte
Am 10. März 1900 erhielt die Aktiengesellschaft der k.k. priv. Kaiser Ferdinands-Nordbahn die Konzession „zum Baue und Betriebe einer als normalspurige Localbahn auszuführenden Locomotiveisenbahn von der Station Lundenburg bis zur mährischen Grenze gegen Broczko“ erteilt. Die Gesellschaft wurde darin verpflichtet, die konzessionierte Bahn binnes eines und einem halben Jahres fertigzustellen und „dem öffentlichen Verkehre zu übergeben“. Die Konzession für den ungarischen Abschnitt erhielt die Magyar Északnyugati helyi érdekű vasút (Ungarische Nordwestliche Lokalbahn).
Am 8. September 1900 wurde die kurze Lokalbahn in Betrieb genommen. Auf ungarischem Gebiet wurde die Strecke weiter bis Tyrnau (heute: Trnava) fortgeführt. 1906 wurde die 
k.k. priv. Kaiser Ferdinands-Nordbahn verstaatlicht und die Strecke ging ins Eigentum der k.k. Staatsbahnen über.
Nach der Gründung der Tschechoslowakei nach dem Ersten Weltkrieg gehörte die verkehrliche Verbindung der beiden Landesteile Böhmen/Mähren und Slowakei zu den wichtigsten Aufgaben des jungen Staates. Als eines der wichtigsten Projekte wurde die Anbindung der slowakischen Hauptstadt Bratislava an Brünn und Prag angesehen. Bis 1921 wurde die Strecke Břeclav–Kúty gemeinsam mit der anschließenden Strecke nach Bratislava zu einer leistungsfähigen Hauptbahn ausgebaut. 

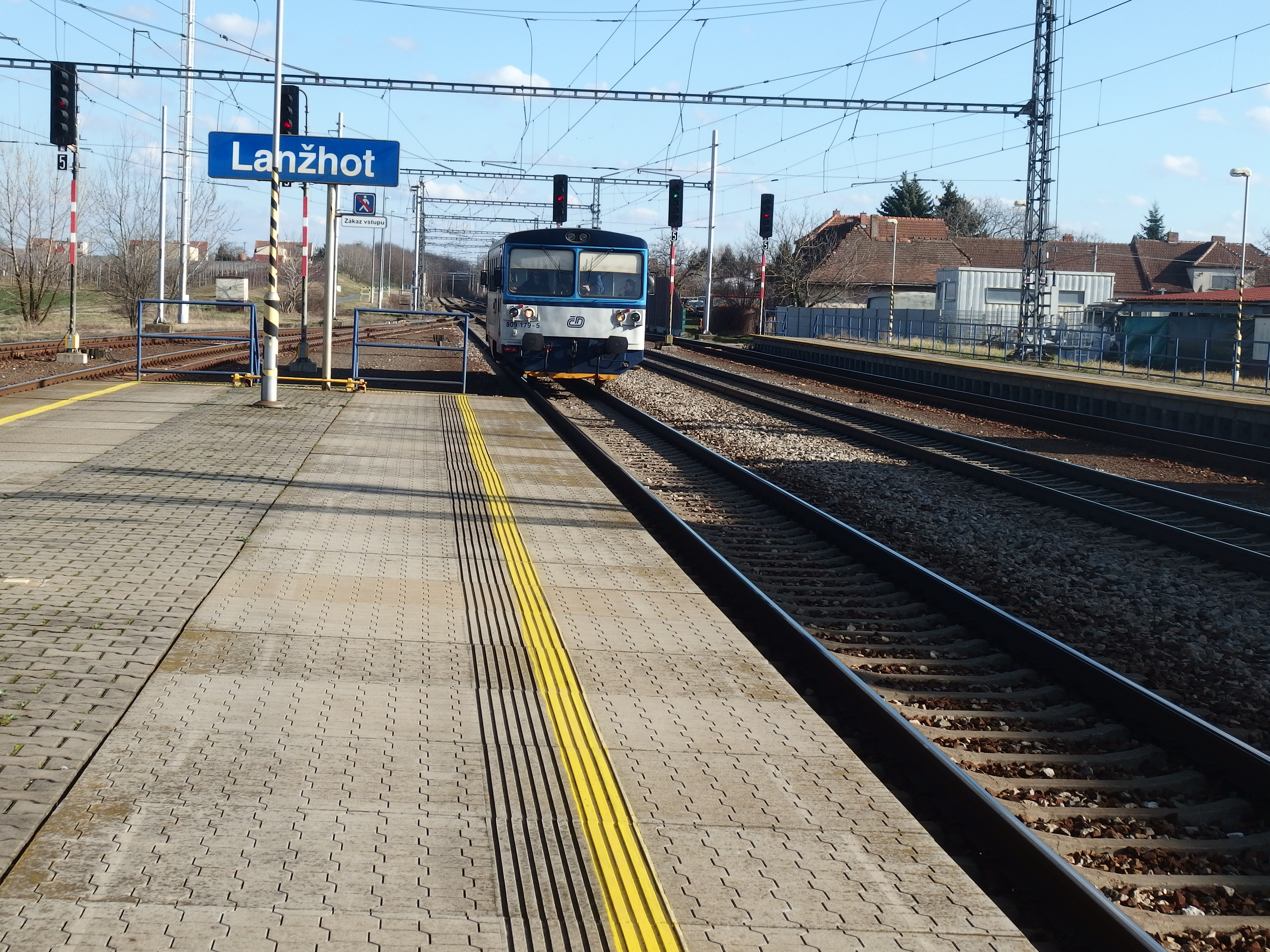
Bahnhof Lanžhot mit Personenzug (2020)

Ende der 1920er Jahre wurde die Strecke in den Bahnhof Břeclav neu eingebunden. Seitdem entfällt der zeitraubende Fahrtrichtungswechsel bei den Zügen der Relation Brno–Bratislava. Am 11. November 1929 wurde die 5,28 km lange zweigleisige Neubaustrecke in Betrieb genommen.
Ende der 1960er Jahre wurde die Strecke mit Wechselstrom 25 kV, 50 Hz elektrifiziert. Am 2. Oktober 1967 wurde der elektrische Zugbetrieb aufgenommen.
Ab November 2021 soll der Abschnitt Lanžhot–Kúty vollständig erneuert und für eine Streckengeschwindigkeit von 160 km/h ertüchtigt werden. Das Vorhaben ist Teil eines Projektes des slowakischen Infrastrukturbetreibers Železnice Slovenskej republiky (ŽSR) zum Umbau der Relation Staatsgrenze–Bratislava für eine Streckengeschwindigkeit von 200 km/h. Die Bauarbeiten sollen zwei Jahre dauern und allein auf tschechischem Gebiet 495 Millionen Kronen kosten. Während der Bauarbeiten wird der Betrieb eingleisig geführt, Regionalzüge werden durch Busse ersetzt. Güterzüge sollen zum Teil über die Bahnstrecke Hodonín–Holíč nad Moravou umgeleitet werden. Teil des Projektes ist auch die Anhebung der Brücke über die March, um zukünftig größeren Schiffen die Durchfahrt zu ermöglichen. Das erfordert eine großräumige Anhebung des Oberbaues und der Anlagen um bis zu 38 cm im Bereich der Brücke.